# Луговський піщаний кар'єр
Луговський піщаний кар'єр — комплексна пам'ятка природи місцевого значення. Об'єкт розташований на території Токмацького району Запорізької області, на східному боці села Лугівка.
Площа — 5 га, статус отриманий у 1984 році.